# Neko Jump

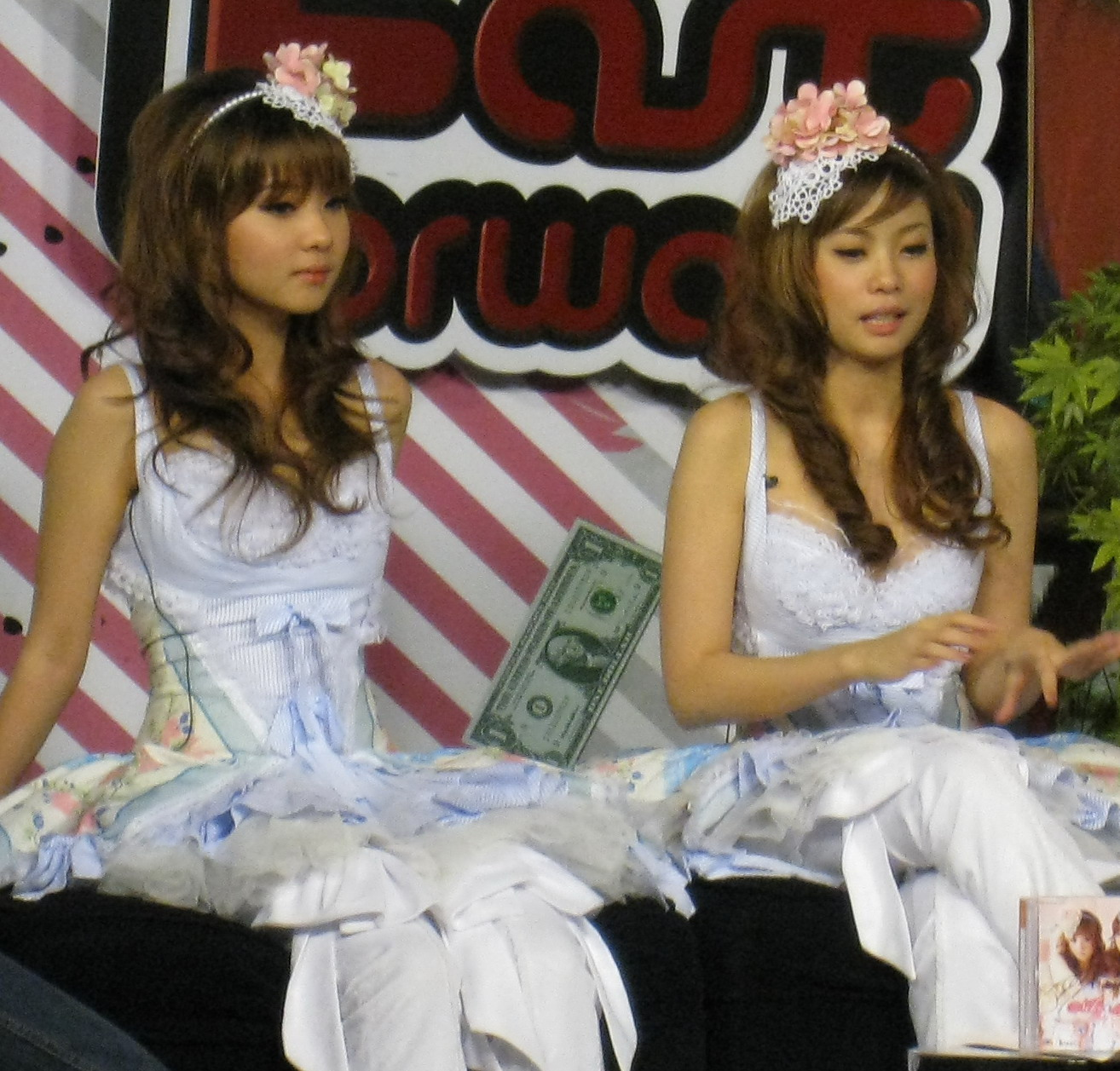
Neko Jump en 2007

Neko Jump est un duo musical pop thaïlandais, composé des jumelles Jem Charatta Imaraphon (alias Jump) et Neil Waratta Imaraphon (alias Neko). 

## Clip musical
- Phuean na cho
- Chi Mi
- E Des Kah
- Joob Joob
- Kawaii Boy
- Khao Jah Pai Jeeb Krai Eak Mhai
- Khoen Khoen
- My Gallery
- Phuean Na Cho
- Poo

## Liens
- (th) Fan Club officiel